# خانم جولی (فیلم)
دوشیزه جولی (انگلیسی: Miss Julie) فیلمی در ژانر درام به کارگردانی لیو اولمان است که در سال ۲۰۱۴ منتشر شد. از بازیگران آن می‌توان به جسیکا چستین، کالین فارل و سامانتا مورتون اشاره کرد.این فیلم اقتباسی است از نمایشنامه مشهور دوشیزه جولی اثر آگوست استرینبرگ.